# Slama Kasdaoui
Slama Kasdaoui (arabe : سلامة القصداوي) ou Salama Kasdaoui, né le 25 novembre 1984 à Dahmani, est un footballeur international tunisien évoluant au poste d'attaquant.

## Biographie

### En club
Il participe à la Ligue des champions d'Afrique avec le club de l'Espérance sportive de Tunis. Lors de cette compétition, il inscrit un but en août 2007 face au club égyptien d'Al Ahly.

### En équipe nationale
Slama Kasdaoui reçoit cinq sélections officielles en équipe de Tunisie entre 2006 et 2013, sans inscrire de but.
Il joue son premier match en équipe nationale le 3 septembre 2006, contre Maurice (0-0). Il joue son dernier match le 6 juillet 2013, face au Maroc (défaite 0-1).
Il dispute trois rencontres lors du championnat d'Afrique des nations 2011 remporté par la Tunisie, compétition au cours de laquelle il inscrit trois buts. Toutefois, les équipes disputant ces matchs sont considérées comme étant des "équipes B".
En juin 2013, il joue une rencontre rentrant dans le cadre des éliminatoires du mondial 2014, face à la Sierra Leone (score : 2-2).

## Palmarès
Espérance sportive de Tunis
- Champion de Tunisie en 2006
- Vainqueur de la coupe de Tunisie en 2006, 2007 et 2008

 Tunisie
- Vainqueur du championnat d'Afrique des nations en 2011
- Co-meilleur buteur du championnat d'Afrique des nations en 2011 (3 buts)